# Heiligegeiststraße 20, 21 (Quedlinburg)

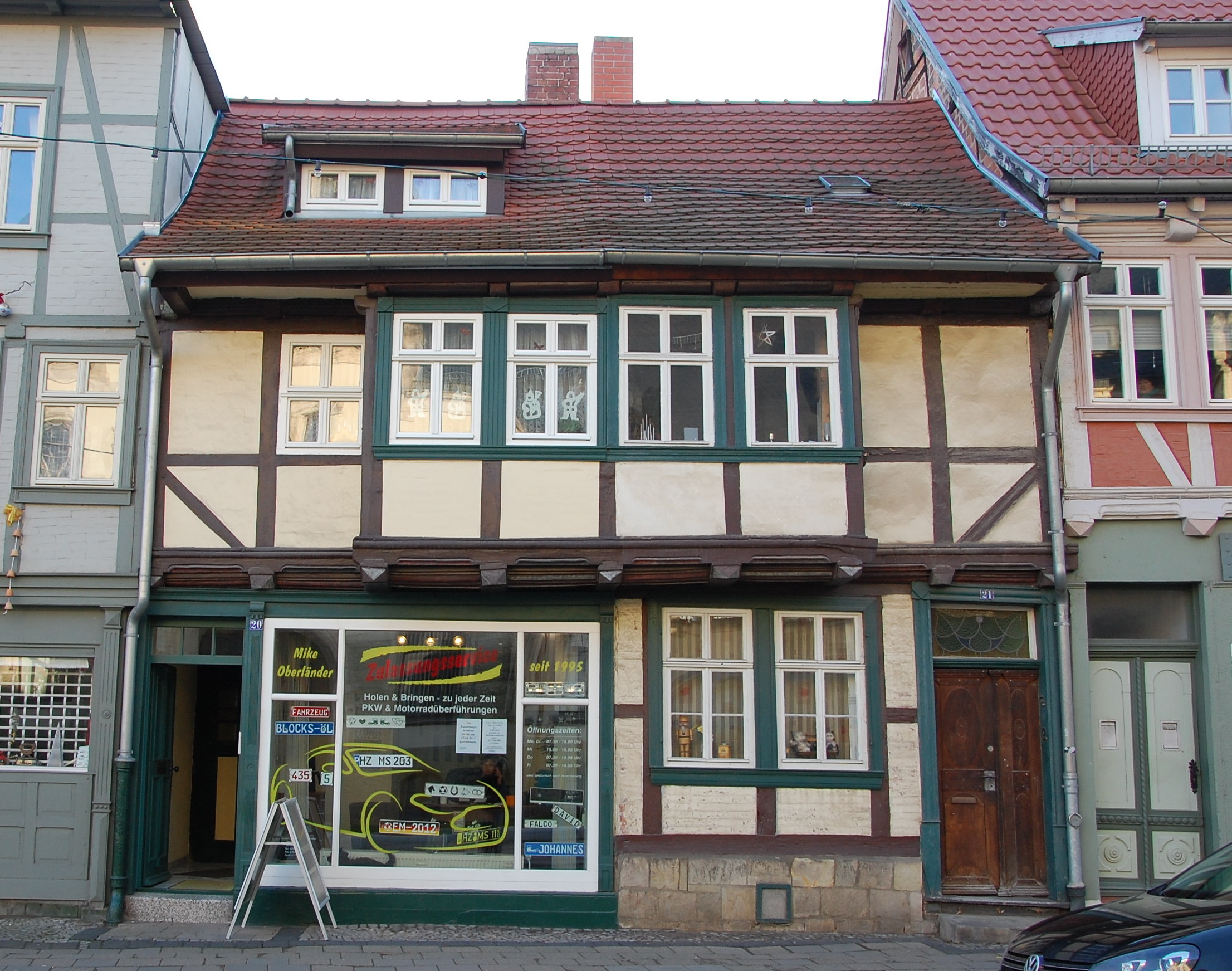
Haus Heiligegeiststraße 20, 21

Das Haus Heiligegeiststraße 20, 21 ist ein denkmalgeschütztes Gebäude in der Stadt Quedlinburg in Sachsen-Anhalt.

## Lage
Es liegt südlich der historischen Quedlinburger Altstadt auf der Südseite der Heiligegeiststraße. Im Quedlinburger Denkmalverzeichnis ist es als Wohnhaus eingetragen. Westlich grenzt das gleichfalls denkmalgeschützte Haus Heiligegeiststraße 22 an.

## Architektur und Geschichte
Das zweigeschossige Fachwerkhaus wurde im Jahr 1686 errichtet. An der Fassade finden sich die für die Bauzeit typischen Verzierungen, darunter Pyramidenbalkenköpfe. Mittig vor dem Obergeschoss ist ein sich über vier Achsen erstreckender Erker vorgesetzt. Die Fenster des Hauses sowie die Tür wurden 1840 erneuert. Ein Kreuzstock blieb erhalten. Um das Jahr 1900 wurde ein Ladengeschäft in der Osthälfte des Erdgeschosses eingefügt.